# 능평동
능평동(陵平洞)은 경기도 광주시의 법정동, 행정동이다.

## 법정동
- 능평동

## 연혁
- 2016년 7월 7일: 신현리, 능평리를 구역으로 오포읍 출장소 설치
- 2022년 9월 1일: 오포읍이 폐지되고, 능평리가 능평동으로 승격하였다.[1][2]

## 아파트
| 단지명                 | 건설사       | 시행사       | 주소      | 입주        | 비고 |
| ---------------------- | ------------ | ------------ | --------- | ----------- | ---- |
| 오포현대               | 현대산업개발 | 현대산업개발 | 능평로 38 | 2001년 6월  |      |
| 오포 우림필유 골드135  | 우림건설㈜   | ㈜피데스건설 | 능평로 21 | 2008년 11월 |      |
| 오포 베르빌            | 건설알포메㈜ | ㈜풍전건설   |           | 2001년 12월 |      |
| 오포 롯데캐슬 포레스트 | 롯데건설     | 롯데건설     |           | 2009년 2월  |      |